# RFL Championship 1976-77
El Championship de 1976-77 fue la 82.º edición del torneo de rugby league más importante de Inglaterra.

## Formato
Los equipos se enfrentaron en formato de todos contra todos en condición de local y de visitante, el equipo que terminó en la primera posición al finalizar el torneo se coronó campeón, mientras que los últimos cuatro equipos descendieron.
Se otorgaron 2 puntos por cada victoria, 1 por el empate y 0 por la derrota.

## Desarrollo

### Tabla de posiciones
| Pos. | Equipo               | Encuentros | Encuentros | Encuentros | Encuentros | Tantos | Tantos | Puntos |
| Pos. | Equipo               | PJ         | PG         | PE         | PP         | F      | C      | Puntos |
| ---- | -------------------- | ---------- | ---------- | ---------- | ---------- | ------ | ------ | ------ |
| 1    | Featherstone Rovers  | 30         | 21         | 2          | 7          | 568    | 334    | 44     |
| 2    | St Helens RFC        | 30         | 19         | 1          | 10         | 547    | 345    | 39     |
| 3    | Castleford Tigers    | 30         | 19         | 1          | 10         | 519    | 350    | 39     |
| 4    | Hull Kingston Rovers | 30         | 18         | 1          | 11         | 496    | 415    | 37     |
| 5    | Warrington Wolves    | 30         | 18         | 0          | 12         | 532    | 406    | 36     |
| 6    | Salford Red Devils   | 29         | 17         | 1          | 11         | 560    | 402    | 35     |
| 7    | Wigan Warriors       | 30         | 15         | 2          | 13         | 463    | 416    | 32     |
| 8    | Bradford Northern    | 30         | 15         | 2          | 13         | 488    | 470    | 32     |
| 9    | Leeds Rhinos         | 29         | 14         | 2          | 13         | 467    | 439    | 30     |
| 10   | Widnes Vikings       | 30         | 15         | 0          | 15         | 403    | 393    | 30     |
| 11   | Wakefield Trinity    | 30         | 13         | 2          | 15         | 487    | 480    | 28     |
| 12   | Workington Town      | 30         | 13         | 1          | 16         | 352    | 403    | 27     |
| 13   | Rochdale Hornets     | 30         | 11         | 0          | 19         | 367    | 449    | 22     |
| 14   | Leigh Centurions     | 30         | 8          | 1          | 21         | 314    | 634    | 17     |
| 15   | Barrow Raiders       | 30         | 8          | 0          | 22         | 345    | 628    | 16     |
| 16   | Oldham RLFC          | 30         | 7          | 0          | 23         | 322    | 666    | 14     |

|  | Campeón.                      |
|  | Desciende a segunda división. |

| Bandera de Inglaterra       |
| Campeón Featherstone Rovers |
| Primer título               |